# Finrep
FINREP – raportowanie finansowe (ang. Financial Reporting) to wprowadzony przez Bazylejski Komitet Nadzoru Bankowego standard sprawozdawczości dla banków obowiązujący po wdrożeniu postanowień Nowej Umowy Kapitałowej (NUK). Sprawozdanie zbudowane jest w oparciu o język XBRL (ang. eXtensible Business Reporting Language).
Sprawozdania FINREP dotyczą sytuacji finansowej banku.